# Radio y Televisión de Guatemala
La Corporación de Radio y Televisión de Guatemala fue una empresa de radiodifusión guatemalteca que operó los canales 3 y 7 de la Ciudad de Guatemala. Fue fundado en 1955 por el Estado guatemalteco, privatizado en 1988 a Televisa y vendido en 1992 a Albavisión. La corporación tiene el monopolio de la radiofonía y la televisión abierta en el país, al ser propietario de todas las frecuencias de radiodifusión en Guatemala. Es propiedad de Telemedia Ltda., una filial de Albavisión.

## Historia
La corporación inicia su historia con el lanzamiento del canal 3 de Guatemala en 1956 por el gobierno militar. En ese entonces, la estación usaba su código de identificación «TGBOL-TV» como marca comercial y servía como emisora repetidora del canal 8.
En 1988, durante el gobierno de Marco Vinicio Cerezo Arévalo (1986-1991), se anunció el proceso de privatización, en el que los canales 3 y 7 fueron vendidos a Televisa, empresa mexicana que vende nuevamente ambas estaciones a Albavisión en 1992, bajo el nombre de Telemedia Limitada. Tras la muerte de Antonio Mourra en 1995, propietario de la Cadena Azul de Guatemala, Radio Mundial, Tele Once y Tele Trece, Albavisión compra los canales y pasan a ser administrados por Telemedia Ltda. En 1996, los canales son relanzados bajo el nombre de Telecentro. Mientras el canal 3 basaba su programación en programas importados, el canal 7 se componía de producciones originales, con series juveniles y eventos deportivos.
En 2014, se disuelve la empresa creándose dos grupos.

## Propiedades

### Medios de comunicación

#### Televisión
Radio y Televisión de Guatemala operaba cinco canales de televisión abierta al nivel nacional. Entre estos eran:
- Canal 3: conocido por ser el primer canal de televisión guatemalteco con financiamiento privado, fue fundado el 15 de mayo de 1956. Su programación consiste en producciones originales y programas importados.
- Televisiete: fundado el 15 de diciembre de 1964, emite telenovelas y programas de entretenimiento de Telemundo y Univisión, el noticiero Noti 7 y películas latinoamericanas los fines de semana.
- Teleonce: lanzado el 25 de octubre de 1966, actualmente está enfocado en la emisión de películas.
- Trecevisión: fue creado el 20 de septiembre de 1978 como Tele Trece pero obtuvo su nombre actual en los años 90. Gran parte de su programación diaria es compuesta por series infantiles, un noticiario y series por la noche. También emite algunos eventos deportivos.
- TN23: Fue lanzado en 2012 y su programación se compone de programas de noticias.
- Sonora TV: Lanzado en 2011, es una versión televisiva de la estación de radio Cadena Sonora 96.9.

#### Radio
Radio y Televisión de Guatemala administra la radio a nivel nacional. Entre estos eran:

##### Central de Radio S.A.
- TGSG Galaxia La Picosa 88.5 FM
- TGNE La Marca 94.1 FM
- TGT Radio Cadena Sonora 96.9 FM
- TGAR Alfa 97.3 FM
- TGSV Xtrema 101.3 FM
- TGFR Tropicálida 104.9 FM

##### GRTGrupo Radial El Tajín S.A.
- TGDC Radio Éxitos 90.9 FM
- TGED FM Joya 92.9
- TGRR Radio Ranchera 95.7 FM
- Flix 98.5 FM
- TGBM Radio Fiesta 103.7 FM
- TGOS Flix 93.9 FM/98.7 FM
- TGDC-4 Radio Éxitos SurOccidente 107.1 FM

### Otros
- Cines: AlbaCinema
- Restaurantes: Teppanyaki, Puerto Barrios y Gauchos
- Equipos de fútbol: Comunicaciones Fútbol Club
- Tiendas: Shantú, Sears.